# Круглик Андрій Ігорович
Кру́глик Андрі́й І́горович (*1 лютого 1984, Київ) — український автогонщик, багаторазовий чемпіон України з кільцевих гонок, неодноразовий переможець та призер автоспортивних змагань у Німеччині (24 години Нюрбургрингу, серія VLN, серія ADAC Procar), перший в історії України учасник та призер ETCC. Майстер спорту України міжнародного класу (2008).
За фахом інженер-механік зі спеціальності «Автомобілі та автомобільне господарство» (Національний транспортний університет, 2005).

## Спортивні досягнення
Андрій Круглик розпочав заняття моторними видами спорту у віці 11 років, спочатку виступав у мотоциклетних видах спорту, а з 2004 року виступав переважно в дисциплінах автомобільного спорту — ралі-спринті та кільцевих автоперегонах.

### Мотокрос

#### 1999 рік
Виконав норматив майстра спорту України з мотокросу в команді «НТУ Мотокрос».

#### 2003—2004 роки
- Чемпіон молодіжної першості України з мотокросу.

### Автомобільні перегони

#### 2003—2004 роки
- 3-є місце в зимових трекових перегонах.

#### 2005 рік
- 2-е місце в чемпіонаті України з ралі-спринту
- Чемпіон України з кільцевих гонок в класі автомобілів з об'ємом двигуна до 2000 см3

#### 2006 рік
- Чемпіон України з кільцевих гонок в класі автомобілів з об'ємом двигуна до 1600 см3
- Віце-чемпіон України з кільцевих гонок в класі автомобілів з об'ємом двигуна до 2000 см3
- Виконав норматив майстра спорту України з автомобільного спорту
- 7-е місце в чемпіонаті Німеччини серія ADAC Procar

#### 2007 рік
- Переможець 35-ї гонки «24 години Нюрбургрингу» (35. ADAC Zurich 24-h Rennen) в класі SP2
- Чемпіон України з кільцевих гонок в класі автомобілів з об'ємом двигуна до 1600 см3
- Чемпіон України з кільцевих гонок в класі автомобілів з об'ємом двигуна до 2000 см3
- 8-е місце в німецькому чемпіонаті New Renault Clio Cup Deutschland
- Володар Кубка України з кільцевих гонок

#### 2008 рік
Заснував команду Master KR Racing
- 3-є місце в 36-й гонці «24 години Нюрбургрингу» (36. ADAC Zurich 24-h Rennen) в класі SP1/SP2
- 3-є місце в Кубку Європи з турінгових автоперегонів в класі S1600
- Переможець серії гонок на витривалість VLN-2008 в класі SP2
- 3-є місце в абсолютному заліку серії гонок на витривалість VLN-2008
- 3-є місце в чемпіонаті Німеччини серія ADAC Procar
- Володар кубку Ford Sportpokal 2008 року (кубок для найкращого гонщика сезону, який виступає на автомобілі марки Ford, за версією компанії Ford Motorsport)

#### 2009 рік
- 4-е місце в 37-й гонці «24 години Нюрбургрингу» (37. ADAC Zurich 24-h Rennen) в класі V5